# Туризм в Нидерландах

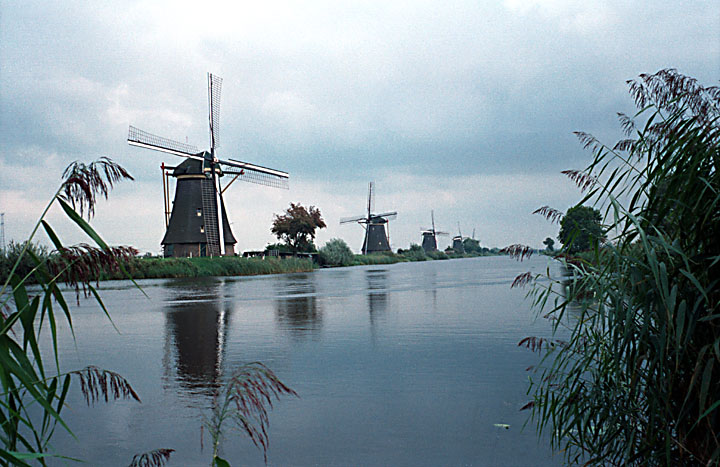
Мельницы Киндердейка

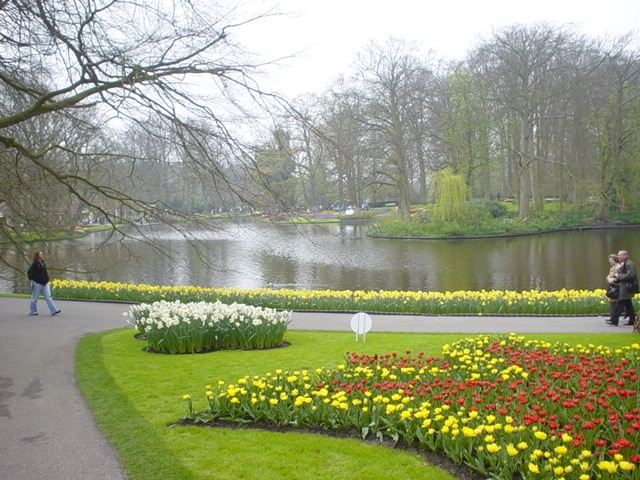
Цветы сада Кёкенхоф

Туризм — важный экономический сектор в Нидерландах. Страну посещает примерно 10 миллионов иностранцев в год, прежде всего из Германии, Великобритании, США и Бельгии. Нидерланды входят в Шенгенскую зону.
Туристов привлекает столица — Амстердам, где имеются не только богатые культурные и исторические памятники (музей Ван Гога, Государственный музей Нидерландов, Дом-музей Рембрандта и дом Анны Франк), но и такие «культовые» места, как Де Валлен (квартал красных фонарей) и кофейни, где свободно продаётся каннабис и другие лёгкие наркотики, что запрещено в других странах Европы.
Гаага, резиденция монарха и правительства, знаменита архитектурой центра и миниатюрным городом Мадуродам; Роттердам — крупнейшей гаванью в мире, магазинами и модерновой панорамой; Делфт и Утрехт — богатейшие торговые города Нидерландов XVII в. На юге туристов привлекает один из старейших (римского времени) городов — Маастрихт, древняя деревня Валкенбург, лежащая посреди романтического пейзажа и крупнейшим парком развлечений в Бенилюксе : Эфтелинг.
Знаменитые голландские тюльпаны осматривают в саду Кёкенхоф, мельницы — в Зансе Сханс и Киндердейке. Туристы посещают традиционные рыбацкие деревни Волендам и Маркен. Популярные сувениры из Нидерландов — луковицы тюльпанов, делфтский фаянс и кломпы (деревянные башмаки).
Популярными среди туристов являются нидерландские реки и побережья.